# Grochowiska Szlacheckie
Grochowiska Szlacheckie – wieś w województwie kujawsko-pomorskim, w powiecie żnińskim, w gminie Rogowo.
W latach 1975–1998 miejscowość należała do województwa bydgoskiego. Według Narodowego Spisu Powszechnego (III 2011 r.) liczyła 243 mieszkańców. Jest dziesiątą co do wielkości miejscowością gminy Rogowo.

## Historia
Wieś znana już w XV wieku jako własność rodu Porajów. Znajduje się tu zabytkowy zespół dworsko-parkowy, w skład którego wchodzi dwór oraz park krajobrazowy o powierzchni 3,5 ha. Od szosy Żnin – Rogowo prowadzi droga dojazdowa poprzez stylową bramę do dworu, który wybudowany został w stylu klasycystycznym przez Teofilę Korytowską w końcu XVIII wieku.
Na skraju wsi zbudowano w roku 1976 fermę bydła na 960 krów. Był to wtedy jeden z największych zakładów tego typu w Polsce.
W miejscowości był przystanek kolei wąskotorowej Grochowiska Szlacheckie.

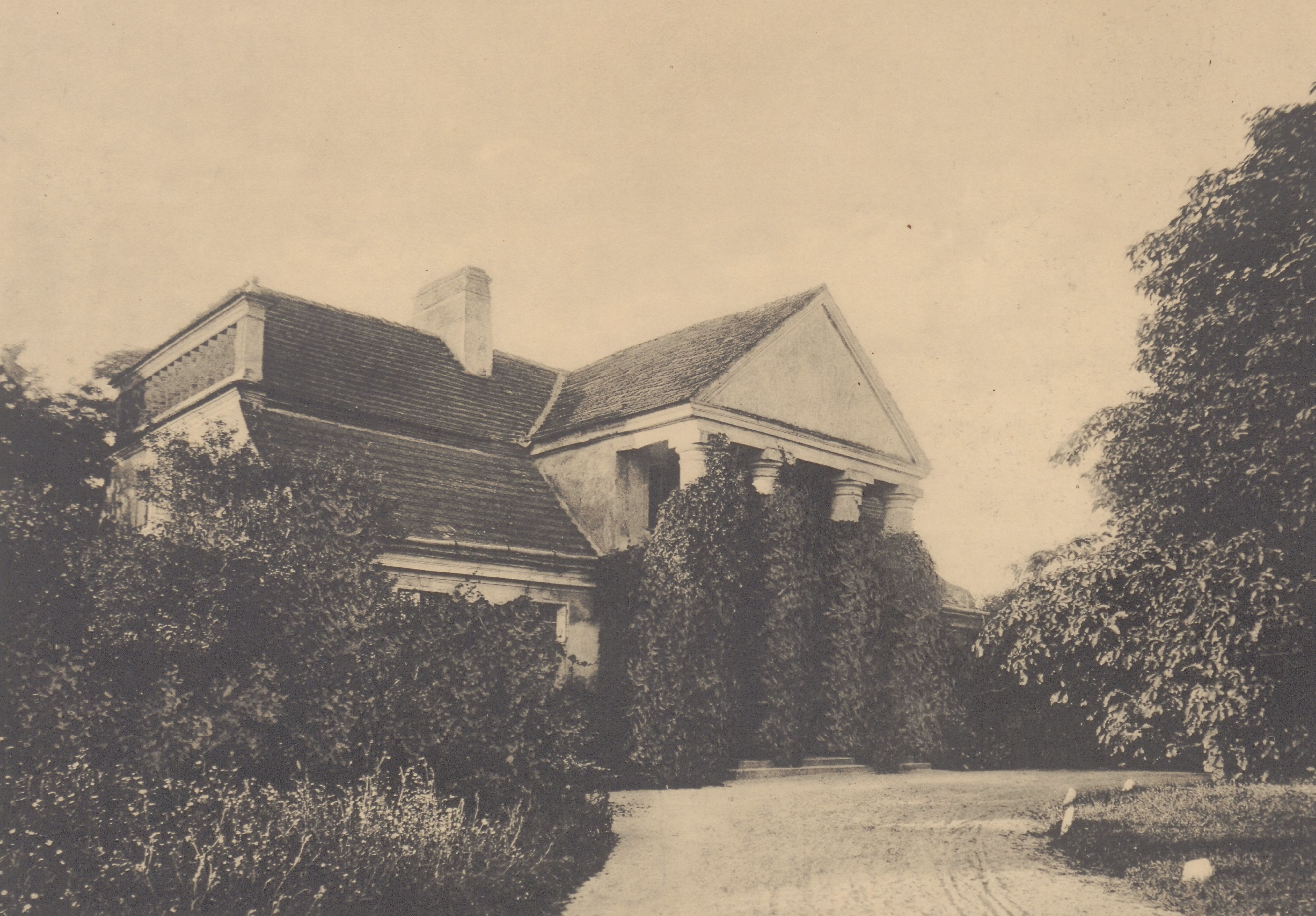
Widok dworu przed 1912